# Absorption sélective
L’absorption sélective est l’absorption provoquée par une partie des longueurs d’onde du rayonnement incident. Elle varie en fonction de la composition du milieu absorbant et de la longueur d’onde de la radiation. Elle cause la teinte bleutée de l’eau.